# Drymonia dressleri
Drymonia dressleri är en tvåhjärtbladig växtart som beskrevs av Wiehler. Drymonia dressleri ingår i släktet Drymonia och familjen Gesneriaceae. Inga underarter finns listade i Catalogue of Life.